# Sophie av Württemberg

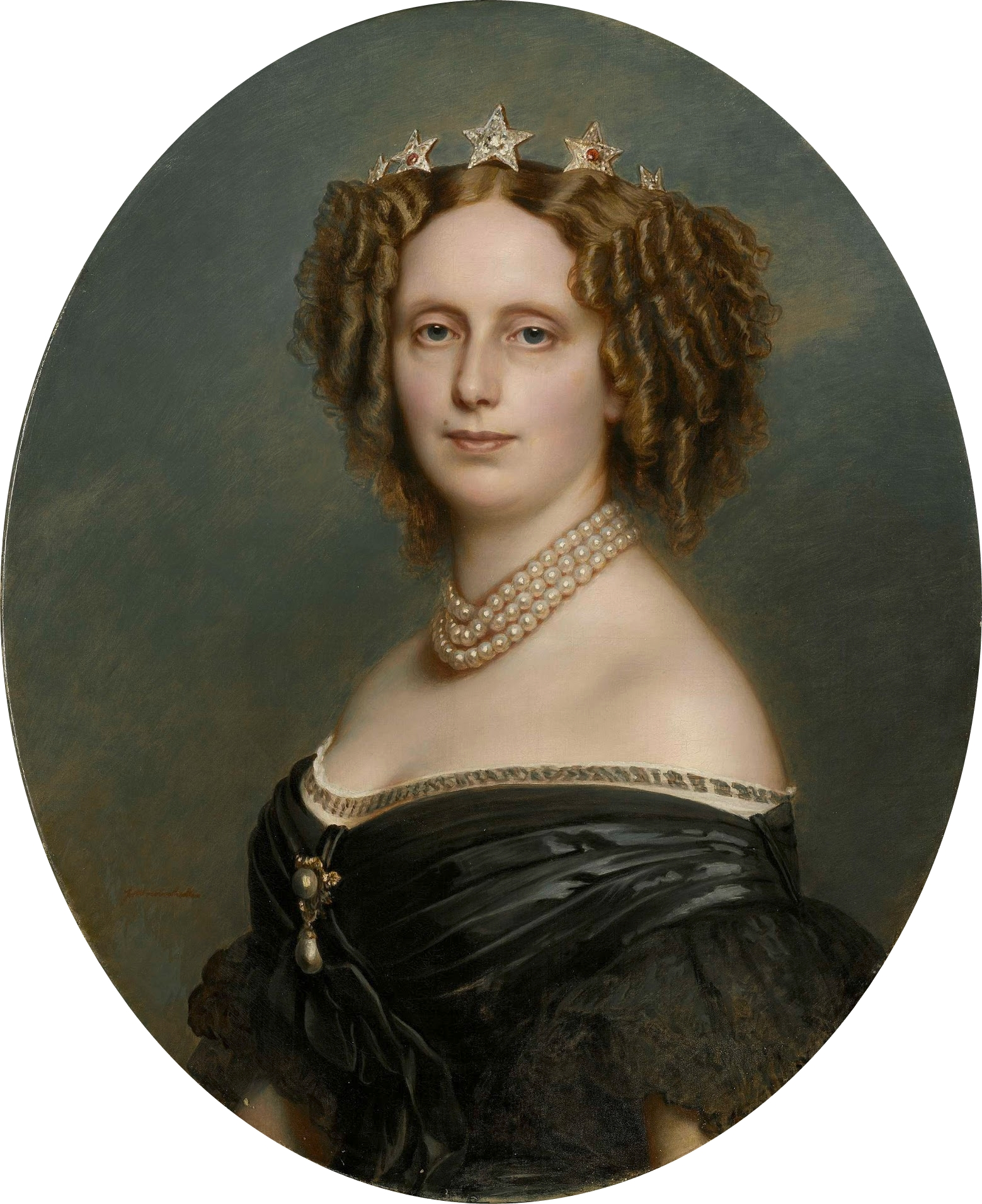
Sophie av Württemberg

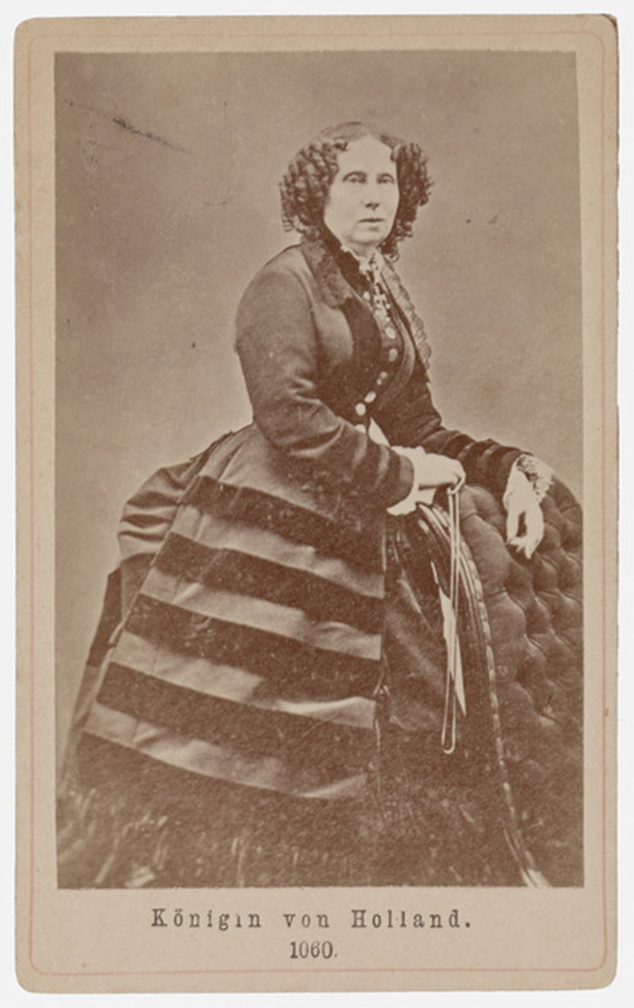
Sophie av Württemberg i början av 1870-talet

Sophie av Württemberg, född 17 juni 1818 i Stuttgart, död 3 juni 1877 i Haag, drottning av Nederländerna 1849–1877. 
Dotter till kung Vilhelm I av Württemberg och Katarina Pavlovna av Ryssland. 

## Biografi

### Tidigt liv
Sophie utbildades av privatlärare i hemmet, och fick bland annat läsa verk av Corneille och Racine, Kant och Hegel. Hon hade en nära relation till sin far, som i de flesta av sina åsikter var liberal och stödde en demokratisk utveckling, åsikter som hon själv kom att dela. 1834 gjorde hon en bildningsresa till Italien. 

### Kronprinsessa
Hon blev gift med sin kusin, kung Vilhelm III av Nederländerna i Stuttgart 18 juni 1839. Äktenskapet hade arrangerats av rangskäl, eftersom hennes far ville att hon skulle gifta sig med en tronföljare. Själv kommenterade hon att giftermålet var ett offer hon gav till sin far. Sophie behandlades illa av sin svärmor (tillika moster), Anna, som av okända skäl var emot giftermålet, och maken var ständigt otrogen. Relationen mellan Sophie och Vilhelm var dålig redan från början och förvärrades då de hade olika åsikter om hur barnen skulle uppfostras. 

### Drottning
Vid tronbestigningen 1849 var Vilhelm på besök i England hos en älskarinna. Vid sonen Mauritz' död 1850 kom det till en brytning mellan paret och skilsmässa diskuterades öppet. 
Skilsmässa accepterades inte, men år 1855 godkändes en formell separation. Separationen innebar att hon fick tillstånd att leva sitt privatliv på avstånd från Vilhelm, men hon fortsatte att utföra sina officiella uppgifter som drottning även efter separationen och de uppträdde tillsammans vid officiella tillfällen och fortsatte att bo på kungliga slottet båda två.   
Sophie uttalade en gång offentligt att maken var henne intellektuellt underlägsen och olämplig som monark, och att hon själv skulle passa bättre som regent. Sophie brevväxlade med flera intellektuella som Leopold von Ranke och John Lothrop Motley, men även med Napoleon III och drottning Viktoria av Storbritannien. Hon stödde grundandet av allmänna parker, djurskyddsföreningar och konst. Hon reste regelbundet till sin far fram till hans död 1864, och besökte också ofta Paris. År 1857 besökte hon London och träffade där Florence Nightingale. Hon intressade sig för sociala frågor, konst och kultur och politik, och privat även för spiritism: 1858 anordnade hon seanser på kungliga slottet. Hon närvarade ofta vid konstutställningar, engagerade sig i vård och utbildning för barn, särskilt barn med utvecklingstörning, och blev 1871 beskyddare för den första fackföreningen för kvinnor.  
Sophie betraktas genom sitt intresse för vetenskap, politik och kultur som en ovanlig drottning i Nederländerna. Hon begärde att bli begravd i sin brudklänning med motiveringen att hennes liv hade avslutats vid hennes bröllop.

## Barn
- Vilhelm av Nederländerna (1840–1879) död i lunginflammation
- Mauritz av Nederländerna (1843–1850)
- Alexander av Nederländerna (1851–1884) kronprins 1879–1884